# Sopot Open 2003
Il 'Sopot Open 2003 è stato un torneo di tennis giocato sulla terra rossa. È stata la 6ª edizione del Sopot Open, che fa parte della categoria International Series nell'ambito dell'ATP Tour 2003 e della Tier III nell'ambito nel WTA Tour 2003. Si è giocato al Warszawianka Courts a Varsavia in Polonia, dal 28 luglio al 3 agosto 2003.

## Campioni

### Singolare maschile
Guillermo Coria ha battuto in finale  David Ferrer con il punteggio di 7–5, 6–1

### Doppio maschile
Mariusz Fyrstenberg /  Marcin Matkowski hanno battuto in finale  František Čermák /  Leoš Friedl con il punteggio di 6–4, 6–7, 6–3

### Singolare femminile
Anna Smashnova ha battuto in finale  Klára Zakopalová con il punteggio di 6–2, 6–0

### Doppio femminile
Tetjana Perebyjnis /  Silvija Talaja hanno battuto in finale  Maret Ani /  Libuše Průšová con il punteggio di 6–4, 6–2